# Equação de Kepler

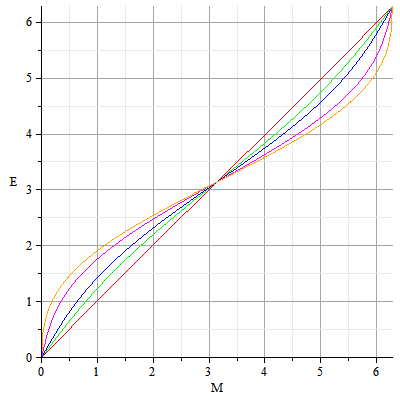
Soluções da equação de Kepler para cinco excentricidades distintas entre 0 e 1.

Em mecânica celeste, a equação de Kepler relaciona várias propriedades geométricas da órbita de um corpo sujeito a uma força central.

## História
A equação foi deduzida por Johannes Kepler em 1609 no Capítulo 60 de sua obra Astronomia nova. No livro V de Epitome Astronomiae Copernicanae (1621) Kepler propôs uma solução iterativa para a equação. Esta equação teve um papel importante tanto na história da física quanto na história da matemática.
A equação transforma a anomalia excêntrica em anomalia média. Ela é inversível (mas não por meios elementares), o que permite passar da anomalia média para a anomalia excêntrica.

## Equação
Esta equação relaciona informações geométricas (a anomalia excêntrica e a excentricidade orbital) com informações dinâmicas (a anomalia média) e é expressa por
{\displaystyle M=E-e\sin E\,}
Nessa expressão, M é a anomalia média, E é a anomalia excêntrica e e é a excentricidade orbital. Seu uso mais comum é, a partir de M e e, resolver para E. Esta é uma equação transcendente, ou seja, não existe uma função elementar que resolva {\displaystyle E=f(M,e)\,}, porém existem métodos que resolvem por aproximações.